# 塔博里夫
49°49′2″N 29°42′50″E / 49.81722°N 29.71389°E
塔博里夫（烏克蘭語：Таборів）是位於烏克蘭北部的村莊，由基辅州白采爾克瓦區的斯克維拉市鎮負責管轄。該村始建於1616年，面積2.97平方公里，海拔高度181米，2001年人口280，人口密度每平方公里94.3人。